# Mario Bros.
Mario Bros. (マリオブラザーズ Mario Burazāzu) er et platformspil udviklet og udgivet af Nintendo i 1983 til en række konsoller. Dette spil markerede Marios anden optræden og Luigis debut i computerspilsuniverset.

## Arv
En opgradering af spillet blev senere udgivet til NES under samme navn som originalspillet, mens Japan fik opfølgeren Kaette Kita Mario Bros. til Famicom Disk System. En ny opfølger ved navn Mario Clash blev senere lanceret til Virtual Boy. Spillet har senere fået en ny version som bonusmateriale i en række Game Boy Advance-spil, blandt andet Super Mario Advance-serien og Mario & Luigi: Superstar Saga. Mario Bros. er også blevet udgivet til Wii.
| computerspil | Spire Denne computerspilsrelaterede artikel er en spire som bør udbygges. Du er velkommen til at hjælpe Wikipedia ved at udvide den. |